# Mohammad Al-Basha
Mohammad Ghassan Al-Basha, noto semplicemente come Mohammad Al-Basha (in arabo محمد غسان الباشا‎?; Amman, 5 febbraio 1988), è un calciatore giordano, difensore dell'Al-Wehdat e della Nazionale giordana.

## Caratteristiche tecniche
È un difensore centrale.

## Carriera

### Nazionale
Con la Nazionale giordana ha preso parte alla Coppa d'Asia 2019.